# HK MP5
« MP5 » redirige ici. Pour les autres significations, voir MP5 (homonymie).
Le HK MP5 (en allemand : « Maschinenpistole 5 ») est un pistolet-mitrailleur produit par la firme allemande Heckler & Koch.
Développé à partir de 1964 sous la désignation de HK 54, il est adopté par la police et la douane allemande en 1966 sous le nom de MP5.
Un grand nombre de services de police et d'unités spéciales ont suivi l'exemple par la suite. Le MP5 a connu un grand nombre de versions et reste en production encore aujourd'hui. Cette arme est aussi utilisée dans de nombreux pays pour équiper les forces de police.

## Description
Conçu comme une version miniature du HK G3, il fonctionne avec un mécanisme de retardement de l'action par verrouillage par galets initialement développé pendant la Seconde Guerre mondiale pour le fusil d'assaut StG-45 et que l'on retrouve sur un grand nombre d'armes produites par Heckler & Koch après guerre.
À l'époque de sa conception et avant son adoption par la Bundeswehr sous le nom de MP5, l'arme est dénommée dans la nomenclature Heckler & Koch comme le HK54, le chiffre 5 se rapportant alors à sa nature de pistolet mitrailleur, et le chiffre 4 à son calibre : le 9mm parabellum (soit 9 × 19 mm).
Le MP5 a été initialement produit en trois versions, le MP5A1 sans crosse, le MP5A2 avec une crosse fixe et le MP5A3 doté d'une crosse télescopique. Le MP5A1 est particulièrement rare et le MP5A3 est sans doute le plus répandu.
Après quelques années de production, quelques améliorations ont été apportées au MP5 : des organes de visée améliorés, un nouveau cache-flamme et des chargeurs courbes plus fiables que les précédents. Une troisième mouture du MP5 a apporté un mécanisme offrant la possibilité de tirer des rafales de trois coups. Le MP5A4 désigne la version à crosse fixe et le MP5A5 la version à crosse télescopique, toutes deux dotées de la capacité à tirer des rafales de trois coups.
Le MP5 a également été chambré en calibre 10 mm Auto (MP5/10) puis en .40 S&W (MP5/40), deux munitions très rarement employées dans un pistolet-mitrailleur. Sorti en 1992 à la demande du FBI, le MP5/10 chambre la munition standard choisie en remplacement du calibre 9 mm Parabellum considéré comme trop peu efficace. Une des principales nouveautés lors de sa sortie fut son chargeur translucide (qui permet à l'utilisateur de voir le nombre de cartouches restantes dans son chargeur en un coup d'œil) et en matière synthétique de 30 coups. Les chargeurs translucides furent finalement abandonnés. La munition de calibre 10 mm Auto, trop puissante pour s'adapter à tous les tireurs fut ensuite remplacée par le .40 S&W d'un calibre identique mais d'une puissance moindre. Heckler&Koch adapta donc le MP5 à cette nouvelle munition avec le MP5/40. La production des deux armes est désormais stoppée, la firme HK proposant à son catalogue le plus moderne UMP également chambré en .40 S&W.
Une version semi-automatique et à canon rallongé fut produite pour le marché civil américain sous le nom de HK-94. Une société américaine commercialise également un clone du MP5 chambré en .45 ACP.
Le MP5 existe également en version d'entraînement, désignée par le suffixe PT (plastic training). Le mécanisme de l'arme est très différent de celui du véritable MP5, toute tentative de tirer une munition de 9 mm Parabellum dans cette arme en provoquerait la destruction. Il tire par contre des projectiles de plastique très légers qui perdent très rapidement leur énergie. L'intérêt de ces balles en plastique est leur prix réduit et leur portée moindre. Elles restent toutefois mortelles jusqu'à une dizaine de mètres et dangereuses au-delà.
Le MP5 est une arme réputée pour sa qualité, une grande fiabilité, une bonne précision au tir (qui s’effectue la culasse fermée) et une bonne flexibilité.

## Versions

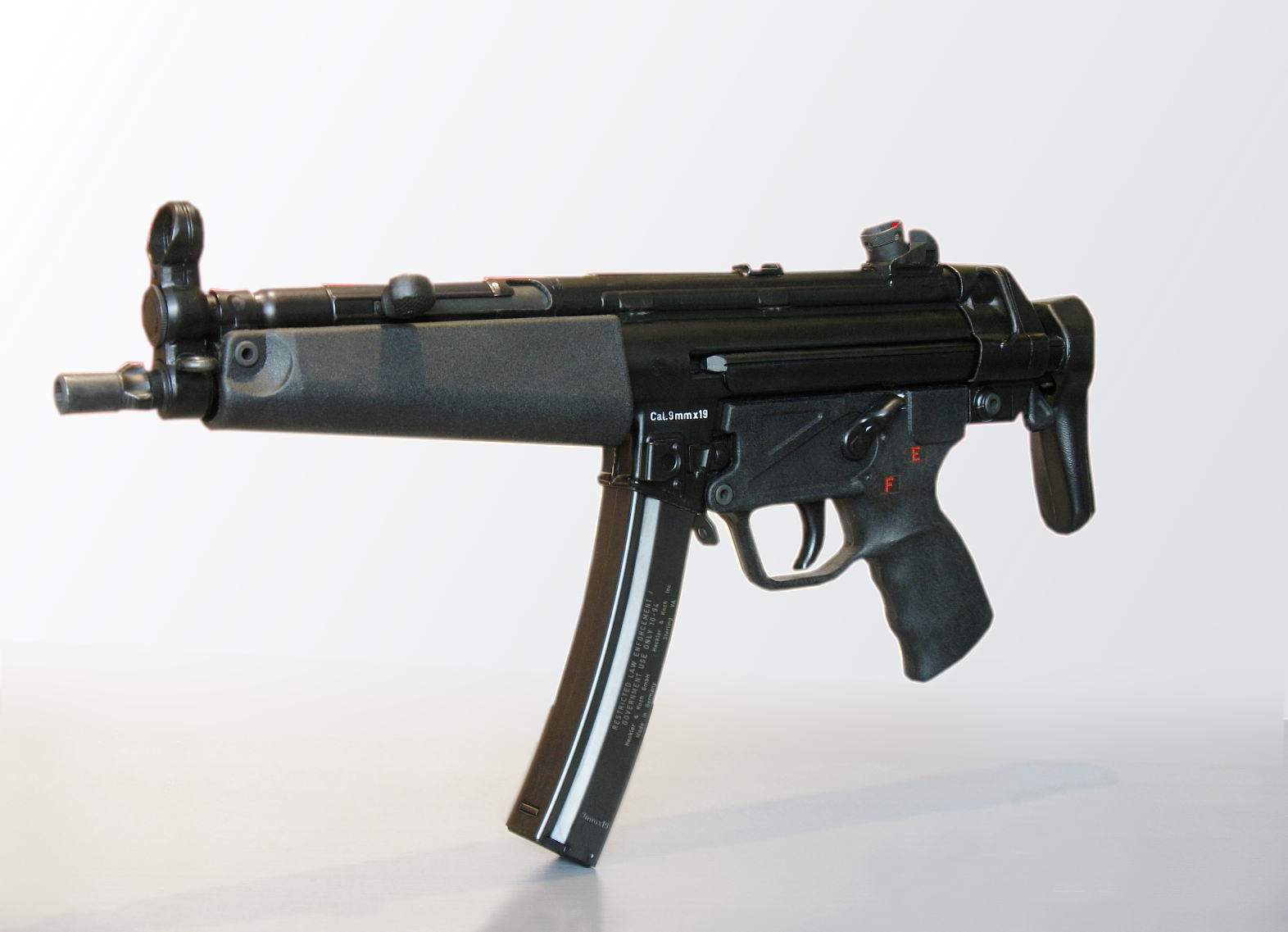
MP5 A3 dernière version.

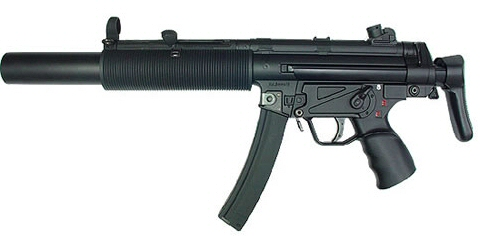
H&K MP5 SD3.

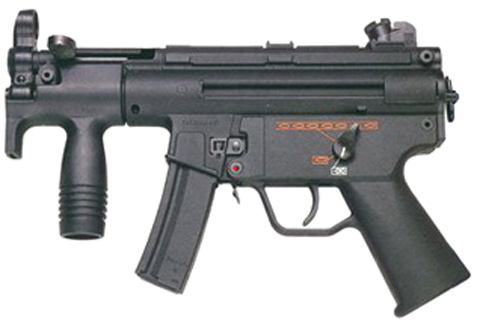
MP5K.

- MP5A1 : première version du MP5 avec hausse type MPL, garde-main mince et chargeur droit ( HK 54)
- MP5A2 : crosse fixe, version la plus répandue, Hausse tambour, garde-main trapézoïdal, chargeur courbe.
- MP5A3 : crosse rétractable, mêmes organes que le A2.
- MP5A4 : crosse fixe, sélecteur navy, poignée universelle et cache flamme étoile
- MP5A5 : crosse rétractable, mêmes organes que le A4.
- MP5F : version destinée à la France. Crosse rétractable modifiée, garde-main de MP5A5 et quelques améliorations internes[1]. La police japonaise l'utilise également, en l'équipant d'un cache-flamme.
- MP5SD1 : version à silencieux intégral du MP5, sélecteur SEF, sans crosse d'épaulement.
- MP5SD2 : crosse fixe, sélecteur SEF et poignée droitier.
- MP5SD3 : crosse télescopique, mêmes organes que le SD2.
- MP5SD4 : sans crosse d'épaulement, sélecteur navy et poignée universelle.
- MP5SD5 : crosse fixe, mêmes organes que le SD4, équipée d'un silencieux.
- MP5SD6 : crosse télescopique, sélecteur navy.
- MP5K : KURZ version ultra compacte du MP5 sans crosse d'épaulement.
- MP5K-PDW : Personal Defense Weapon, MP5 K avec crosse repliable et cache flamme acceptant un silencieux.
- MP5/10 : version en calibre 10 mm Auto.
- MP5/40 : version en calibre 40 S&W.
- MP5-N : le MP5-N (Marine), version développée spécifiquement pour l'US Navy (United States Navy).
- pour le besoin des policiers fut créée la carabine semi-automatique HK 94.

## Licences et copies
Ce succès a amené des fabrications sous licence :
- Arabie saoudite (Military Industries Corporation MP5A2, MP5A3 & MP5K)
- États-Unis (filiale américaine de Heckler & Koch).
- France (MAS MP5F)
- Grèce (EBO EMP5)
- Inde (IOF
- Iran (DIO)
- Mexique (Districto Industrial Militar)
- Pakistan (Pakistan Ordance Factories MP5A2/MP5P3/MP5P4/MP5P5)
- Portugal (INDEP)
- Royaume-Uni (Enfield[Lequel ?])
- Suisse (Brügger & Thomet BT96, assemblé avec des pièces turques)
- Turquie (MKEK)

Des industriels serbes produisent des copies de MP5 classiques et de MP5K.

## Utilisateurs
- Afrique du Sud
- Albanie
- Algérie
- Allemagne
- Arabie saoudite
- Argentine
- Australie
- Azerbaïdjan
- Bangladesh

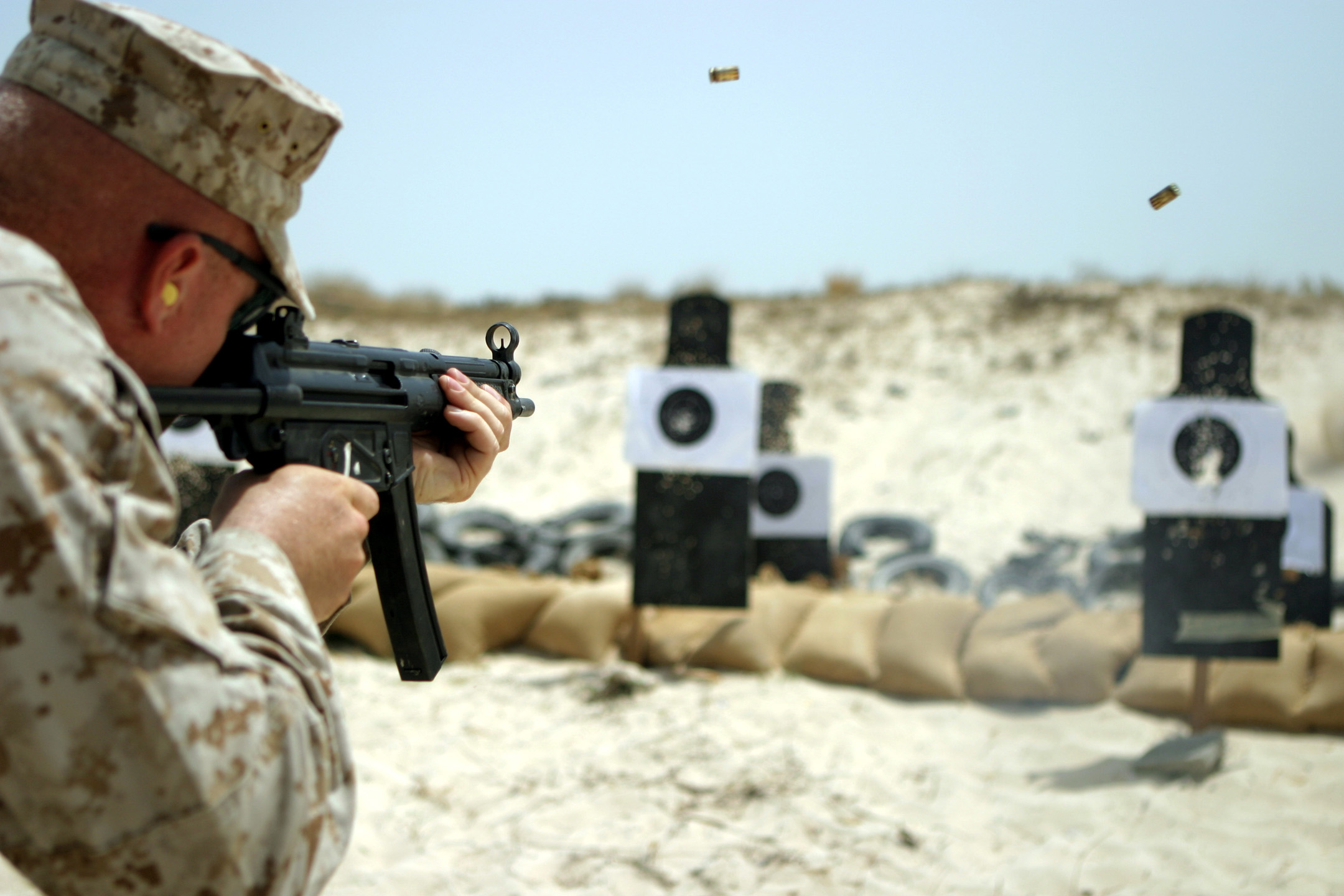
Un marine américain armé d'un MP5 lors d'un entraînement.

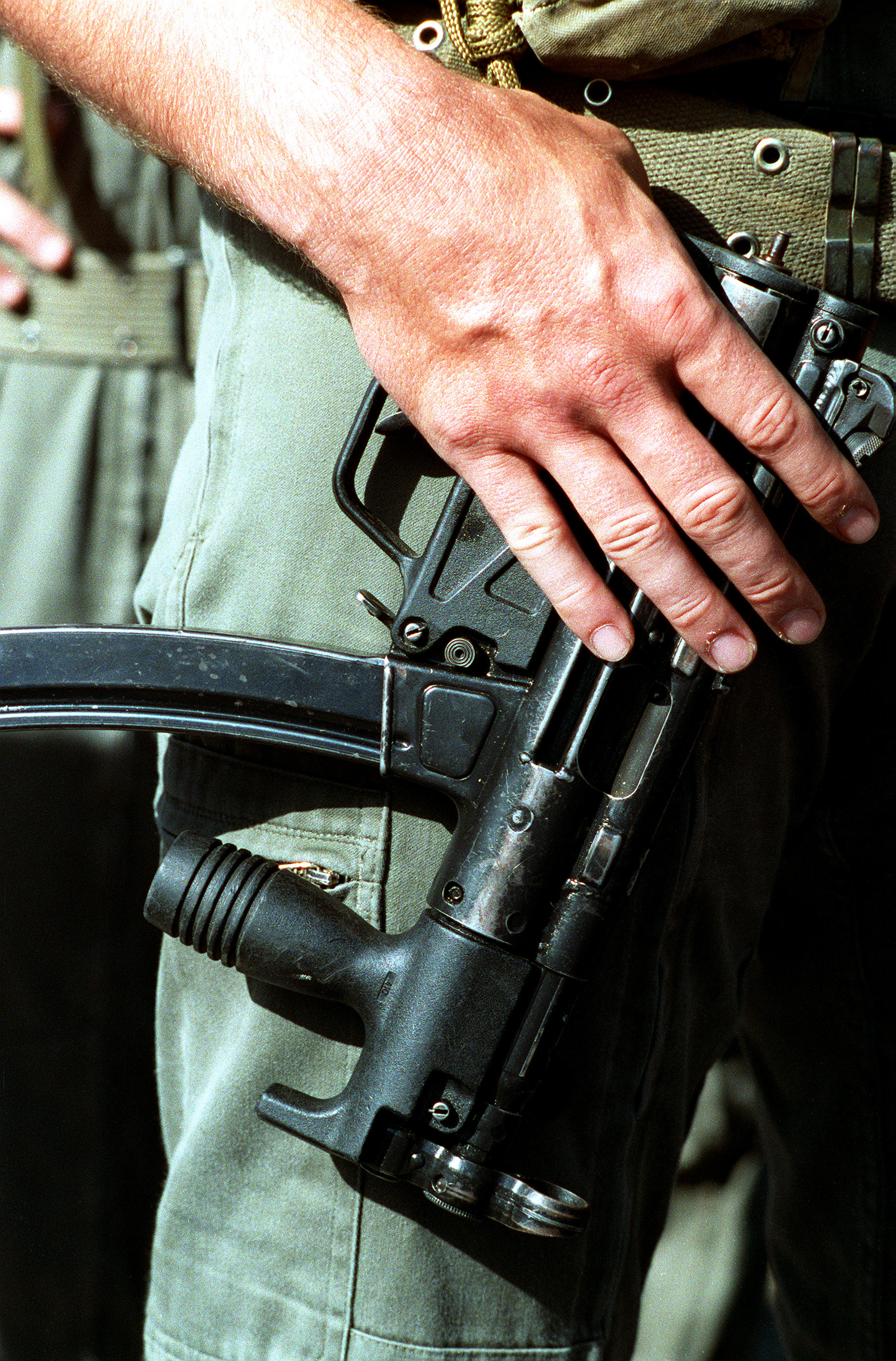
Le MP5K dans les mains d'un commando marine.

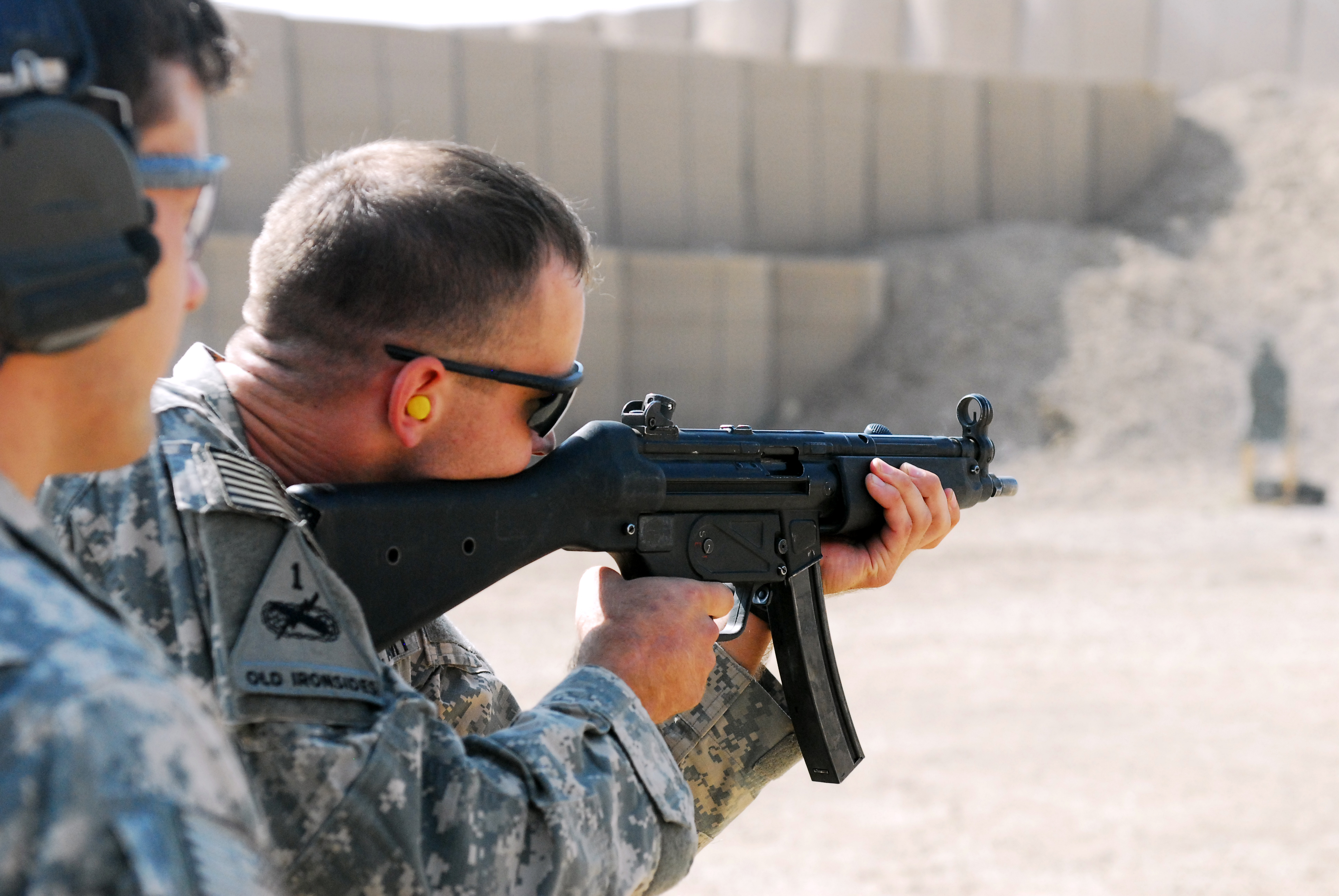
US Army,, Bagdad, 2009.

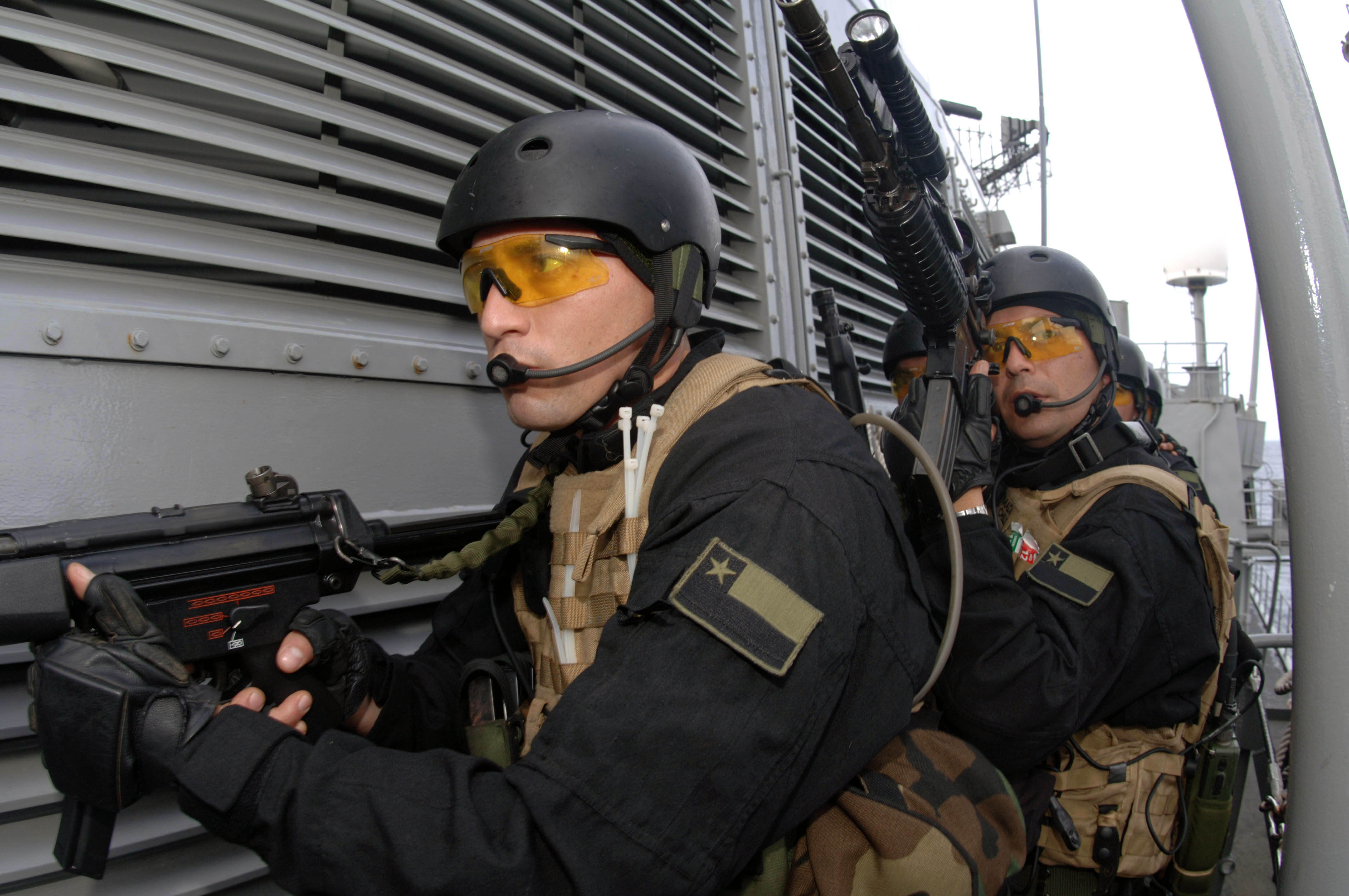
Des forces spéciales chiliennes avec des MP5A5.

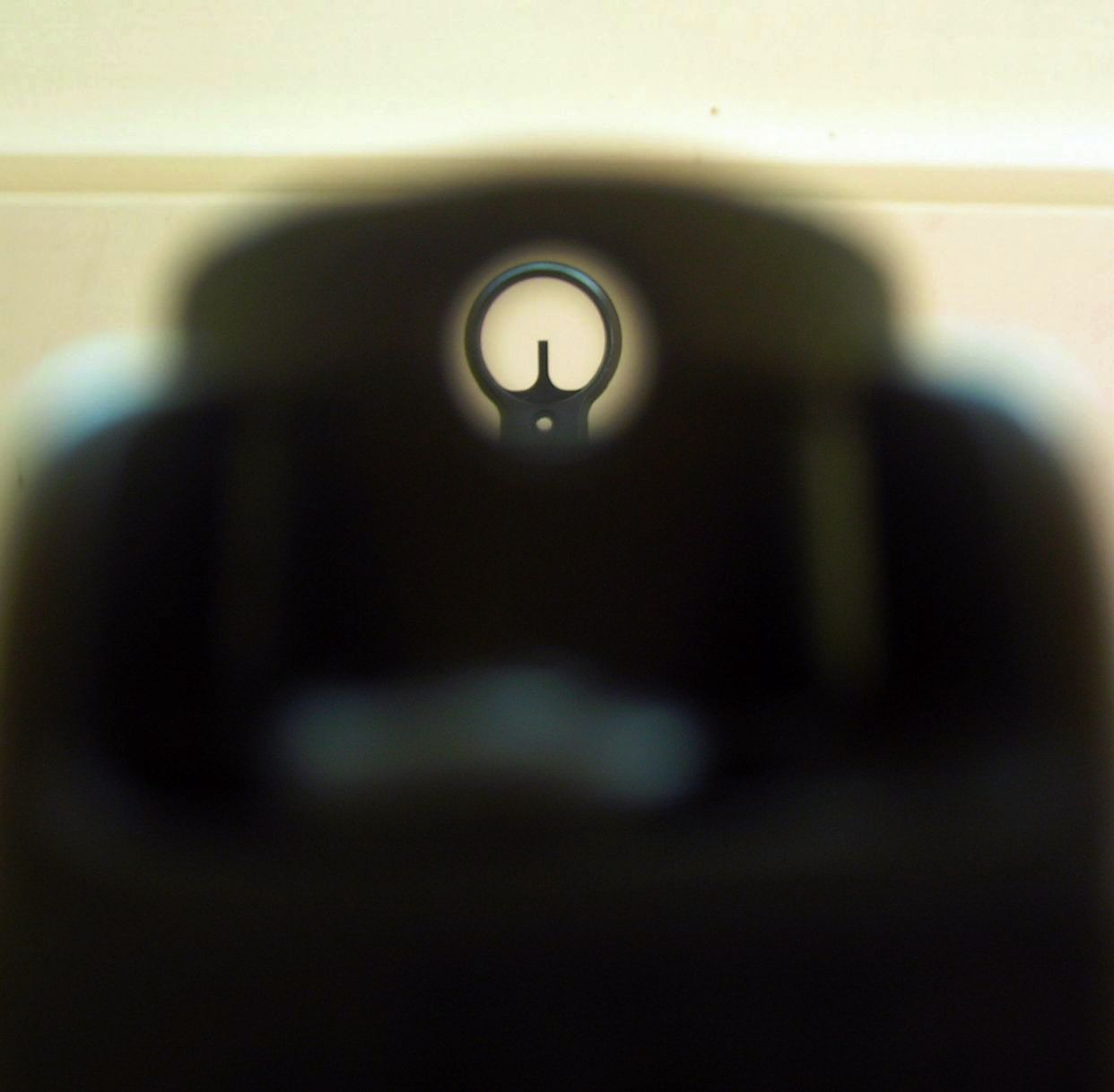
Gros plan sur le viseur d'un MP5.

Logo de l'organisation terroriste allemande d'extrême gauche Fraction armée rouge figurant un MP5.

- Belgique - Équipes Spécialisées de Reconnaissance (Armée), Escadron Spécial d'Intervention (ESI) / Services d'interventions des polices locales (Police belge).
- Brésil
- Bulgarie
- Canada - Dont les forces canadiennes sous la dénomination de « C5 ». Sûreté du Québec (Police provinciale).
- Chili
- Colombie
- Corée du Sud
- Croatie
- Danemark
- Égypte - Armée égyptienne contre-terroriste unité 777.
- Émirats arabes unis - UAE Special Forces, Abu Dhabi Police SWAT, Dubai Police SWAT, UAE VIP Protection Team.
- Espagne
- États-Unis
- Finlande - sous le nom de « 9.00 KP 2000 ».
- France - En dotation dans de nombreuses unités de Gendarmerie mobile ainsi qu'à la Garde Républicaine et dans le Groupe d'Intervention de la Gendarmerie Nationale (GIGN), les unités du Commandement des Opérations Spéciales (COS), et certaines unités spécialisées de la Police Nationale.
- Grèce
- Hong Kong - Special Duties Unit.
- Hongrie
- Islande
- Inde
- Indonésie
- Iran
- Irlande
- Italie
- Jamaïque - Jamaica Constabulary Force (JCF).
- Japon
- Jordanie
- Koweït
- Lettonie
- Lituanie
- Macao
- Macédoine
- Malaisie
- Maroc - Armée et forces spéciales marocaines.
- Mexique
- Monténégro
- Norvège
- Nouvelle-Zélande
- Pakistan
- Pays-Bas
- Pérou
- Philippines
- Pologne
- Portugal
- Roumanie
- Royaume-Uni - Forces armées (notamment le Special Air Service) et police britannique (dont le Metropolitan Police Service et le service de police d'Irlande du Nord).
- Serbie
- Singapour
- Slovaquie
- Slovénie
- Soudan
- Sri Lanka
- Suède
- Suisse - Utilisé dans différentes versions telles que le MP5SD pour les forces spéciales de l'Armée suisse comme le DRA10 - En service au sein de différents corps de police.
- Taïwan
- République tchèque
- Thaïlande
- Tunisie MP5A5 - Unité Spéciale de la Garde Nationale, Brigade Anti Terrorisme, Forces spéciales Tunisiennes.
- Turquie
- Îles Vierges britanniques
- Vatican - Gendarmerie de l'État de la Cité du Vatican
- Viêt Nam - SMG-PK calibre 9 mm fournis par les Pakistan Ordnance Factories.

La Fraction armée rouge utilisa comme logo un MP5 sur une étoile rouge.